# 木卫三十三
木卫三十三（S/2001 J 7，Euanthe /juːˈænθiː/，ew-AN-thee；希腊语：Ευάνθη）， 也叫Jupiter XXXIII，是木星的一个逆行的不规则衛星。由斯科特·谢泼德所領導的夏威夷大學研究小組於2001年發現。
其直徑約為3公里，軌道平均半徑為20,465 Mm，軌道周期為598.093地球日，與黃道間的軌道傾角為143°（与木星赤道142°），軌道離心率為0.2001。
它于2003年8月以Euranthe命名，她是希腊神话中美惠三女神卡里忒斯的母亲。
它是阿南刻衛星群中的成员，而阿南刻衛星群是一群環繞木星逆行的不規則衛星，它們的軌道半長軸在19.3與22.7 Gm之間，且軌道傾角都在150°左右。